# 平贝母
平贝母（学名：Fritillaria ussuriensis）为百合科贝母属下的一个种。其种加词“ussuriensis”意为“乌苏里的”。

## 外部連結
- 平貝母 中藥材圖像數據庫  (香港浸會大學中醫藥學院) （中文）（英文）
- 平貝母 Ping Bei Mu （页面存档备份，存于） 中藥標本數據庫 (香港浸會大學中醫藥學院) （繁體中文）（英文）